# Cryptic Sounds: No Voices in Your Head
 (février 2023).
Si vous disposez d'ouvrages ou d'articles de référence ou si vous connaissez des sites web de qualité traitant du thème abordé ici, merci de compléter l'article en donnant les références utiles à sa vérifiabilité et en les liant à la section « Notes et références ».
Cryptic Sounds: No Voices in Your Head est un EP instrumental de Megadeth issu de l'album Cryptic Writings. Il est sorti en 1998.

## Liste des titres
| No | Titre                         | Musique                       | Durée |
| -- | ----------------------------- | ----------------------------- | ----- |
| 1. | Almost Honest (instrumental)  | Dave Mustaine, Marty Friedman | 4:10  |
| 2. | Vortex (instrumental)         | Dave Mustaine                 | 3:18  |
| 3. | Trust (instrumental)          | Dave Mustaine, Marty Friedman | 5:27  |
| 4. | A Secret Place (instrumental) | Dave Mustaine                 | 5:26  |
| 5. | She-Wolf (instrumental)       | Dave Mustaine                 | 3:06  |

## Composition du groupe pour l'enregistrement
- Dave Mustaine - guitare
- David Ellefson - basse
- Marty Friedman - guitare
- Nick Menza - batterie